# Сіазань
Сіазань (азерб. Siyəzən) — місто і адміністративний центр Сіазанського району Азербайджану, розташоване на приморській низовині.

## Географія
Місто в межиріччі Гільгільчаю і Атачаю. На заході видніються гори Великого Кавказу, на сході — Каспійське узбережжя. Самур-Дівічинську низовину, на якій розташована Сіазань, поруч із містом перетинає Самур-Апшеронський канал. Через Сіазань проходять автомобільна і залізнична магістралі республіканського значення.
До Сіазанського міського муніципалітету входять: селище, водопровід та мікрорайон Гянджлик. Село Агбаш і санаторій Кала-алти (Чираг-гала) лежать на території Сіазанського району, але входять до складу Дівічинського району.

## Історія

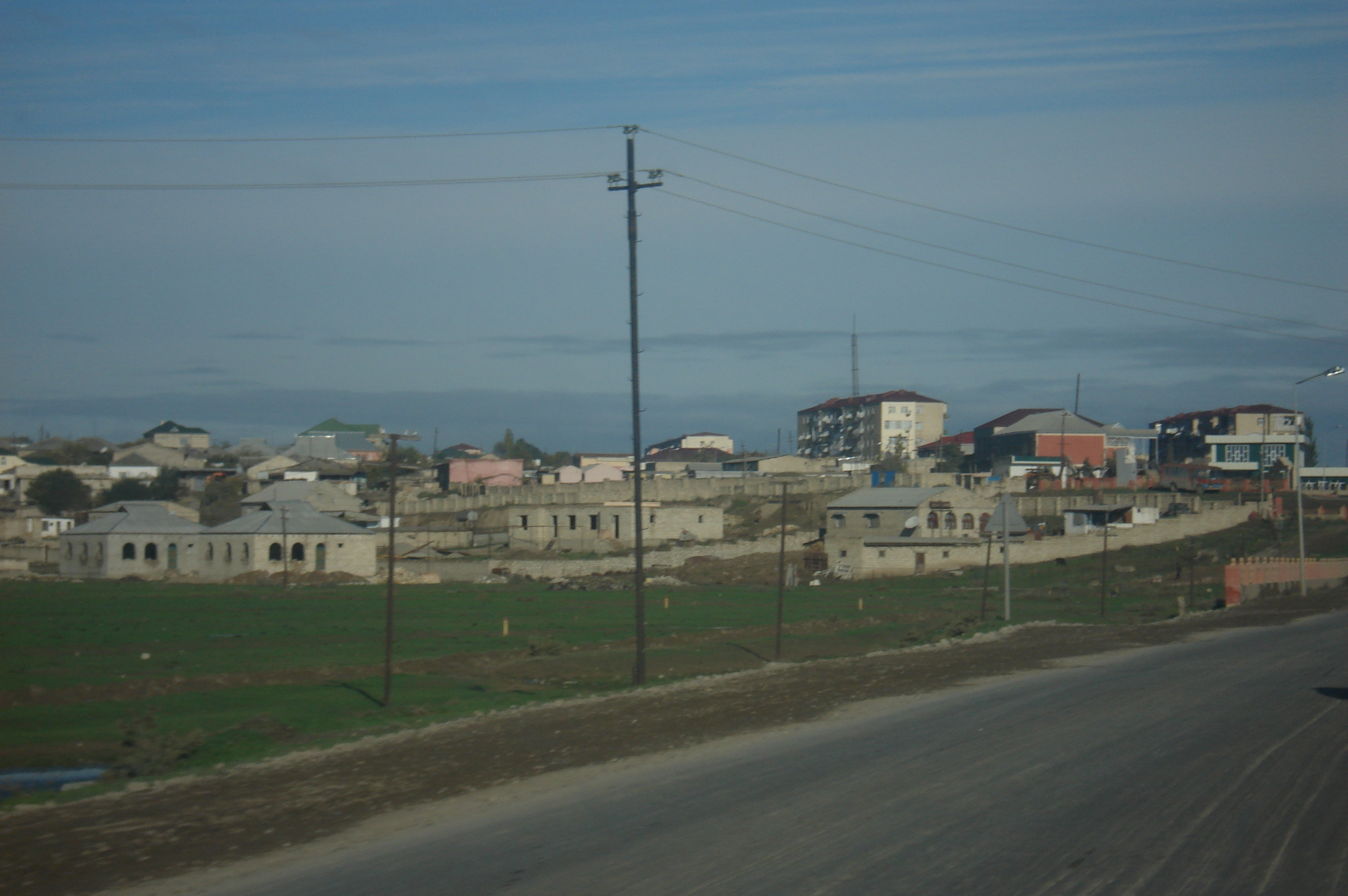
Вигляд на місто

Околиці Сіазані лежать на території давніх торговельних шляхів. Однак відомостей про постійне поселення немає, хоча район рясніє різними старовинними пам'ятками архітектури. Міське поселення Сіазань пов'язане з освоєнням природних ресурсів регіону, головним чином нафти й газу, хоча є тут також і поклади вапняку, глини та гравію.
Назва сходить до татського siyə — «чорний» і zən — «жінка». До 1954 року Сіазань була селищем під назвою Кизил-Бурун. Після скасування в 1959 році Сіазанського району місто увійшло до складу Дівічинського району Азербайджанської РСР. У 1992 році місто знову стало адміністративним центром новоутвореного Сіазанського району.

## Пам'ятки
Попри невідомість у широких колах, в місті Сіазань і його околицях є кілька визначних культурних об'єктів. Саме місто — типове міське поселення радянського планування. В ньому є кілька парків, пам'ятників діячам Азербайджану і меморіалів сучасної історії краю. В Сіазанському районі є об'єкти світового значення. Насамперед, це розташована за 15—18 км від міста фортеця Чирах-кала (IV—VI ст.). Її руїни представляють залишки колись потужної Каспійської (Гільгільчайської) оборонної лінії. Фортецю використовували як дозорно-сигнальну вежу аж до XVIII століття.
Іншою важливою пам'яткою є гора Бешбармаг (П'ять пальців) на південь від Сіазані. Крім того, що гора від найдавніших часів слугувала орієнтиром для мандрівників і торговців, це місце овіяне легендами. На вершині є джерело, яке нібито виконує бажання. Біля підніжжя Бешбармагу розташований «Пір Хидир Зунджа» — культове місце для паломників. Тут же лежать руїни міста Хурсангала.
У північній частині міста розташований Шахаргах. Поблизу Сіазані зберігся водопровід 1906 року.
Пам'ятники:
- Пам'ятник Д. Джаббарли.
- Пам'ятник М. Мушфігу.
- Нізамі Гянджеві.

- Меморіальний комплекс «20 січня».
- Меморіальний комплекс «Нефтчі шехідляр».

Парки:
- Міський парк імені Джафара Джаббарли.
- Парк і музей імені Гейдара Алієва.

## Населення
За всесоюзним переписом населення 1989 року в Сіазані мешкало 18 655 осіб. Перепис населення 2010 року виявив населення міста 27 600 осіб. Національний склад міста: азербайджанці, тати, лезгини, росіяни. За переписом 2012 року населення міста становило 28 127 осіб.

## Економіка
У районі міста ведеться видобуток нафти, є газобензиновий завод. Розвинута рибна промисловість.